# Сандерсон, Джеймс (кёрлингист)
Джеймс (Джи́мми) Са́ндерсон (англ. James "Jimmy" Sanderson) — шотландский кёрлингист.
В составе мужской сборной Шотландии участник двух чемпионатов мира (лучший результат — серебряные призёры в 1971), чемпионата Европы 1978 (заняли четвёртое место). Двукратный чемпион Шотландии среди мужчин, чемпион Шотландии среди смешанных команд.
Играл на позиции четвёртого. Был скипом команды.

## Достижения
- Чемпионат мира по кёрлингу среди мужчин: серебро (1971).
- Чемпионат Шотландии по кёрлингу среди мужчин: золото (1971, 1978).
- Чемпионат Шотландии по кёрлингу среди смешанных команд: золото (1978).

## Команды
| Сезон                          | Четвёртый        | Третий          | Второй          | Первый          | Турниры                      |
| ------------------------------ | ---------------- | --------------- | --------------- | --------------- | ---------------------------- |
| 1970—71                        | Джеймс Сандерсон | Уилли Сандерсон | Иэн Бакстер     | Колин Бакстер   | ЧШМ 1971 · ЧМ 1971           |
| 1977—78                        | Джеймс Сандерсон | Иэн Бакстер     | Уилли Сандерсон | Колин Бакстер   | ЧШМ 1978 · ЧМ 1978 (5 место) |
| 1978—79                        | Джеймс Сандерсон | Иэн Бакстер     | Колин Бакстер   | Уилли Сандерсон | ЧЕ 1978 (4 место)            |
| Кёрлинг среди смешанных команд |                  |                 |                 |                 |                              |
| 1977—78                        | Джимми Сандерсон | Джейн Сандерсон | Иэн Бакстер     | Helen Baxter    | ЧШСК 1978                    |

(скипы выделены полужирным шрифтом)